# Ironweed
Ironweed (prt: Estranhos na Mesma Cidade; bra: Ironweed) é um filme estadunidense de 1987, do gênero drama, dirigido por Hector Babenco, com roteiro de William Kennedy baseado em seu romance homônimo.

## Sinopse
Francis Phelan e Helen Archer são dois alcoólatras que vivem num mundo de fantasia para sobreviver às lembranças do passado: Francis vive com o trauma de ter sido o responsável pela morte do filho, ao deixá-lo cair no chão 22 anos antes, enquanto Helen vive a depressão de ter sido uma cantora e pianista cheia de glórias. Ao mesmo tempo, Francis precisa voltar à realidade, e conseguir um emprego para dar um pouco de conforto à companheira Helen, já muito doente e enfraquecida.

## Elenco
- Jack Nicholson ....  Francis Phelan
- Meryl Streep ....  Helen Archer
- Carroll Baker ....  Annie Phelan
- Michael O'Keefe ....  Billy Phelan
- Diane Venora ....  Margaret 'Peg' Phelan
- Fred Gwynne ....  Oscar Reo
- Margaret Whitton ....  Katrina Dougherty
- Tom Waits ....  Rudy
- Jake Dengel ....  Pee Wee
- Nathan Lane ....  Harold Allen

## Principais prêmios e indicações
Oscar 1988 (EUA)
- Recebeu duas indicações, nas categorias de Melhor Ator (Jack Nicholson)[3] e Melhor Atriz (Meryl Streep)[3]

Globo de Ouro 1988 (EUA)
- Indicado na categoria de Melhor Atuação de um Ator em Cinema (Jack Nicholson)[4]

Festival de Moscou 1989 (Rússia)
- Héctor Babenco foi indicado ao prêmio Golden St. George[carece de fontes?]

Prêmio NYFCC 1987 (New York Film Critics Circle Awards, EUA)
- Venceu na categoria de Melhor Ator (Jack Nicholson)[carece de fontes?]